# Estola fuscodorsalis
Estola fuscodorsalis là một loài bọ cánh cứng trong họ Cerambycidae.